# مليون طريقة للموت في الغرب
مليون طريقة للموت في الغرب (بالإنجليزية: A Million Ways to Die in the West)‏ هو فيلم كوميدي تم إنتاجه في الولايات المتحدة وصدر في سنة 2014. الفيلم من إخراج سيث ماكفارلن وكتابة سيث ماكفارلن.

## بطولة
- ليام نيسون
- سيث ماكفارلن
- تشارليز ثيرون
- أماندا سيفريد
- نيل باتريك هاريس
- جيوفاني ريبيسي

## القصة
تدور أحداث الفيلم في أريزونا عام 1882 حيث يرصد حياة ألبيرت (سيث ماكفارلين)، وهو مزارع بسيط تنقصه الشجاعة ويتسم بالجبن. يخسر ألبيرت حبيبته (أماندا سيفرايد) بسبب انسحابه من مبارزة نتيجة لجبنه. لكن سرعان ما يقابل امرأة أخرى (شارليز ثيرون) ومعها يكتشف شجاعته وثقته بنفسه وتتغير حياته معها. ولكن تنقلب أيامه الحلوة معها عندما يحضر زوجها الشرس (ليام نيسون) ويسعى للانتقام منه.

## روابط خارجية
- مليون طريقة للموت في الغرب على موقع IMDb (الإنجليزية)
- مليون طريقة للموت في الغرب على موقع ميتاكريتيك (الإنجليزية)
- مليون طريقة للموت في الغرب على موقع الموسوعة البريطانية (الإنجليزية)
- مليون طريقة للموت في الغرب على موقع روتن توميتوز (الإنجليزية)
- مليون طريقة للموت في الغرب على موقع نتفليكس (الإنجليزية)
- مليون طريقة للموت في الغرب على موقع قاعدة بيانات الأفلام العربية
- مليون طريقة للموت في الغرب على موقع ألو سيني (الفرنسية)
- مليون طريقة للموت في الغرب على موقع أول موفي (الإنجليزية)
- مليون طريقة للموت في الغرب على موقع بوكس أوفيس موجو (الإنجليزية)
- مليون طريقة للموت في الغرب على موقع فيلمافينيتي (الإسبانية)